# Peukan Langsa
Peukan Langsa is een bestuurslaag in het regentschap Langsa van de provincie Atjeh, Indonesië. Peukan Langsa telt 531 inwoners (volkstelling 2010).